# Extended reality
Extended reality (XR), of uitgebreide realiteit is een verzamelnaam voor augmented reality (AR), virtual reality (VR) en mixed reality (MR). De technologie is bedoeld om de fysieke wereld te combineren of te spiegelen met een ‘digitale tweelingwereld’, waarmee interactie kan plaatsvinden.
De gebieden van virtual reality en augmented reality groeien snel en worden toegepast op een breed scala aan gebieden, zoals entertainment, cinema, computerspellen, gezondheidszorg, therapie, marketing, onroerend goed, training, onderhoud  en werken op afstand.